# Pseudomugil
Pseudomugil – rodzaj ryb aterynokształtnych z rodziny Pseudomugilidae, klasyfikowanej też jako podrodzina tęczankowatych.

## Klasyfikacja
Gatunki zaliczane do tego rodzaju:
- Pseudomugil connieae
- Pseudomugil cyanodorsalis
- Pseudomugil gertrudae – modrook Gertrudy[3]
- Pseudomugil inconspicuus
- Pseudomugil ivantsoffi
- Pseudomugil majusculus
- Pseudomugil mellis
- Pseudomugil novaeguineae
- Pseudomugil paludicola
- Pseudomugil paskai
- Pseudomugil pellucidus
- Pseudomugil reticulatus
- Pseudomugil signifer
- Pseudomugil tenellus